# Drew Spence
Drew Spence (Londra, 23 ottobre 1992) è una calciatrice britannica naturalizzata giamaicana, centrocampista del Tottenham e della nazionale giamaicana.
In carriera ha vinto col Chelsea sei campionati nazionali (Women's Super League), nelle edizioni 2015, 2017, 2017-18, 2019-20, 2020-21 e 2021-22, quattro FA Women's Cup (2014-15, 2017-18, 2020-21, 2021-22), e due FA Women's League Cup. Vanta alcune presenze tra nazionali giovanili e maggiore dell'Inghilterra.

## Carriera

### Club
Drew Spence si appassiona al gioco del calcio fin da giovanissima, decidendo di tesserarsi con l'Arsenal, dove frequenta l'Arsenal Girls Centre of Excellence assieme alla futura compagna al Chelsea e in nazionale inglese Gilly Flaherty. In seguito si trasferisce al Fulham, dove gioca nelle sue formazioni giovanili prima di trovare un accordo con il Chelsea.
Da allora condivide il percorso della sua squadra, il terzo posto in FA Women's Premier League National Division per le prime due stagioni e iscrizione alla FA Women's Super League 1, nuova denominazione del primo livello del campionato inglese femminile di calcio dal 2011. Nel 2012 il Chelsea raggiunge il suo primo importante traguardo sportivo, la finale della FA Women's Cup finita sul 2-2 ai tempi regolamentari ma persa ai tiri di rigore; in quell'occasione Spence, seconda rigorista, si fa parare il tiro dal portiere avversario Becky Spencer.
Al termine del campionato di FA Women's Super League 1 2014 Spence ha condiviso con le compagne il percorso che ha portato la squadra a raggiungere i vertici della classifica, totalizzando 26 punti a pari merito con il Liverpool, frutto di 8 vittorie, 2 pareggi e 4 sconfitte, dovendo tuttavia lasciare la vittoria alle Reds per migliore differenza reti.
Il secondo posto ottenuto consentì comunque al Chelsea di partecipare per la prima volta alla UEFA Women's Champions League nella stagione 2015-2016, conclusasi con l'eliminazione agli ottavi di finale per opera delle tedesche del Wolfsburg.
Nella stagione 2015 Spence condivide con il Chelsea il suo primo double, vincendo il 1º agosto 2015 la FA Women's Cup per 1-0 sul Notts County davanti ai 30 710 spettatori dello stadio di Wembley e il 4 ottobre 2015 vincendo la FA WSL 1 dopo la vittoria per 4-0 sul Sunderland. A stagione conclusa Spence rinnova il suo sodalizio con il Chelsea sottoscrivendo un nuovo contratto biennale.
Ha vinto il suo secondo titolo nazionale al termine del campionato 2017, noto anche come WSL 1 Spring Series, concludendo a pari punti con il Manchester City, ma superandolo grazie a una migliore differenza reti. Nuovamente, a stagione conclusa, prolunga il proprio contratto con il Chelsea. Spence risulta fondamentale nel percorso della sua squadra nella UEFA Women's Champions League 2017-2018 quando sigla l'unica rete della partita di andata dei sedicesimi di finale con il Bayern Monaco.
Negli anni successivi, sempre con la maglia del Chelsea, ottiene altri quattro titoli di campione d'Inghilterra, al termine dei campionati 2017-18, 2019-20, 2020-21 e 2021-22, e altre tre FA Cup, 2017-18 e 2020-21, superando l'Arsenal in entrambe le finali, e 2021-22.
Nell'estate 2022 dopo aver giocato col Chelsea per 14 anni, si è trasferita al Tottenham.

### Nazionale
Spence inizia a essere convocata dalla federazione inglese (TheFA) fin dal 2009, facendo il suo debutto con la formazione Under-17 il 7 aprile nel penultimo incontro della seconda fase di qualificazione all'edizione 2007 del campionato europeo di categoria persa per 1-0 con le pari età della Rep. Ceca e giocando anche la successiva, 1-1 con il Belgio, prima di essere eliminate.
Nel 2010 viene inserita in rosa nella formazione Under-19 impegnata all'Europeo di Macedonia 2010, debuttando il 30 maggio nell'incontro dove l'Inghilterra viene superata per 2-1 dalla Germania. Condivide in seguito il percorso che vede la sua nazionale disputare, perdendola per 2-1, la finale del 5 giugno 2010 con le avversarie della Francia. Le viene rinnovata la fiducia anche per il successivo torneo di Italia 2011 dove il percorso della nazionale inglese si ferma al secondo turno di qualificazione.
Per la chiamata nella nazionale maggiore deve aspettare l'ottobre 2015, quando il Commissario tecnico Mark Sampson la convoca per la stagione iniziale del Yongchuan International Tournament, torneo a invito che si svolge nel distretto di Yongchuan, Cina. Fa il suo debutto con la maglia dell'Inghilterra il 23 ottobre, rilevando all'84' Gilly Flaherty nell'incontro perso 2-1 con la Cina, giocando in quell'occasione solo il primo dei due incontri in programma.
Grazie alle origini della famiglia, Spence ottiene la nazionalità sportiva giamaicana nel giugno 2021, venendo convocata con le Reggae Girlz dal commissario tecnico Hubert Busby durante il June international break camp. Ha debuttato con la maglia della sua nuova nazionale il 24 ottobre 2021, nell'amichevole pareggiata 0-0 con la Costa Rica.

## Statistiche

### Presenze e reti nei club
Statistiche aggiornate al 28 ottobre 2021.
| Stagione        | Squadra         | Campionato      | Campionato | Campionato | Coppe nazionali | Coppe nazionali | Coppe nazionali | Coppe internazionali | Coppe internazionali | Coppe internazionali | Altre coppe | Altre coppe | Altre coppe | Totale | Totale |
| Stagione        | Squadra         | Comp            | Pres       | Reti       | Comp            | Pres            | Reti            | Comp                 | Pres                 | Reti                 | Comp        | Pres        | Reti        | Pres   | Ret    |
| --------------- | --------------- | --------------- | ---------- | ---------- | --------------- | --------------- | --------------- | -------------------- | -------------------- | -------------------- | ----------- | ----------- | ----------- | ------ | ------ |
| 2011            | Chelsea         | WSL1            | 9          | 1          | CI              | ?               | ?               | -                    | -                    | -                    | WLC         | ?           | ?           | 9+     | 1+     |
| 2012            | Chelsea         | WSL1            | 6          | 0          | CI              | ?               | ?               | -                    | -                    | -                    | WLC         | ?           | ?           | 6+     | 0+     |
| 2013            | Chelsea         | WSL1            | 11         | 1          | CI              | ?               | ?               | -                    | -                    | -                    | WLC         | ?           | ?           | 11+    | 1+     |
| 2014            | Chelsea         | WSL1            | 10         | 0          | CI              | ?               | ?               | -                    | -                    | -                    | WLC         | ?           | ?           | 10+    | 0+     |
| 2015            | Chelsea         | WSL1            | 13         | 2          | CI              | ?               | ?               | -                    | -                    | -                    | WLC         | ?           | ?           | 13+    | 2+     |
| 2016            | Chelsea         | WSL1            | 11         | 2          | CI              | ?               | ?               | UWCL                 | 3                    | 0                    | WLC         | ?           | ?           | 14+    | 2+     |
| 2017            | Chelsea         | WSL1            | 7          | 4          | CI              | ?               | ?               | UWCL                 | 1                    | 0                    | WLC         | ?           | ?           | 8+     | 4+     |
| 2017-2018       | Chelsea         | WSL1            | 14         | 2          | CI              | ?               | ?               | UWCL                 | 7                    | 1                    | WLC         | ?           | ?           | 21+    | 3+     |
| 2018-2019       | Chelsea         | WSL             | 17         | 1          | CI              | ?               | ?               | UWCL                 | 7                    | 3                    | WLC         | ?           | ?           | 24+    | 4+     |
| 2019-2020       | Chelsea         | WSL             | 15         | 3          | CI              | ?               | ?               |                      | -                    | -                    | WLC         | ?           | ?           | 15+    | 3+     |
| 2020-2021       | Chelsea         | WSL             | 8          | 0          | CI              | ?               | ?               | UWCL                 | 3                    | 0                    | WLC         | ?           | ?           | 11+    | 0+     |
| 2021-2022       | Chelsea         | WSL             | 5          | 1          | CI              | -               | -               | UWCL                 | 1                    | 0                    | WLC         | -           | -           | 6+     | 1+     |
| Totale Chelsea  | Totale Chelsea  | Totale Chelsea  | 126        | 17         |                 | ?               | ?               |                      | 22                   | 4                    |             | ?           | ?           | 148+   | 21+    |
| Totale carriera | Totale carriera | Totale carriera | 126        | 17         |                 | ?               | ?               |                      | 22                   | 4                    |             | ?           | ?           | 148+   | 21+    |

### Cronologia presenze e reti in nazionale
| Cronologia completa delle presenze e delle reti in nazionale ― Inghilterra | Cronologia completa delle presenze e delle reti in nazionale ― Inghilterra | Cronologia completa delle presenze e delle reti in nazionale ― Inghilterra | Cronologia completa delle presenze e delle reti in nazionale ― Inghilterra | Cronologia completa delle presenze e delle reti in nazionale ― Inghilterra | Cronologia completa delle presenze e delle reti in nazionale ― Inghilterra | Cronologia completa delle presenze e delle reti in nazionale ― Inghilterra | Cronologia completa delle presenze e delle reti in nazionale ― Inghilterra |
| Data                                                                       | Città                                                                      | In casa                                                                    | Risultato                                                                  | Ospiti                                                                     | Competizione                                                               | Reti                                                                       | Note                                                                       |
| -------------------------------------------------------------------------- | -------------------------------------------------------------------------- | -------------------------------------------------------------------------- | -------------------------------------------------------------------------- | -------------------------------------------------------------------------- | -------------------------------------------------------------------------- | -------------------------------------------------------------------------- | -------------------------------------------------------------------------- |
| 23-10-2015                                                                 | Yongchuan                                                                  | Cina                                                                       | 2 – 1                                                                      | Inghilterra                                                                | Yongchuan International Tournament 2015                                    | -                                                                          |                                                                            |
| Totale                                                                     |                                                                            | Presenze                                                                   | 1                                                                          |                                                                            | Reti                                                                       | 0                                                                          |                                                                            |

| Cronologia completa delle presenze e delle reti in nazionale ― Giamaica | Cronologia completa delle presenze e delle reti in nazionale ― Giamaica | Cronologia completa delle presenze e delle reti in nazionale ― Giamaica | Cronologia completa delle presenze e delle reti in nazionale ― Giamaica | Cronologia completa delle presenze e delle reti in nazionale ― Giamaica | Cronologia completa delle presenze e delle reti in nazionale ― Giamaica | Cronologia completa delle presenze e delle reti in nazionale ― Giamaica | Cronologia completa delle presenze e delle reti in nazionale ― Giamaica |
| Data                                                                    | Città                                                                   | In casa                                                                 | Risultato                                                               | Ospiti                                                                  | Competizione                                                            | Reti                                                                    | Note                                                                    |
| ----------------------------------------------------------------------- | ----------------------------------------------------------------------- | ----------------------------------------------------------------------- | ----------------------------------------------------------------------- | ----------------------------------------------------------------------- | ----------------------------------------------------------------------- | ----------------------------------------------------------------------- | ----------------------------------------------------------------------- |
| 24-10-2021                                                              | Fort Lauderdale                                                         | Costa Rica                                                              | 0 – 0                                                                   | Giamaica                                                                | Amichevole                                                              | -                                                                       |                                                                         |
| Totale                                                                  |                                                                         | Presenze                                                                | 1                                                                       |                                                                         | Reti                                                                    | 0                                                                       |                                                                         |

## Palmarès
- Campionato inglese: 6

Chelsea: 2015, 2017, 2017-2018, 2019-2020, 2020-2021, 2021-2022
- FA Women's Cup: 4

Chelsea: 2014-2015, 2017-2018, 2020-2021, 2021-2022
- FA Women's League Cup: 2

Chelsea: 2019-2020, 2020-2021